# Saint-Mard-de-Réno
Saint-Mard-de-Réno là một xã ở tỉnh Orne Hauts-de-France tây bắc nước Pháp. Xã Saint-Mard-de-Réno nằm ở khu vực có độ cao trung bình 236 mét trên mực nước biển.